# Article 14 du traité sur l'Union européenne
L’article 14 du traité sur l'Union européenne fait partie du Titre III : « Dispositions relatives aux institutions ».

## Disposition
L'article 14,, dispose :

« 1. Le Parlement européen exerce, conjointement avec le Conseil, les fonctions législative et budgétaire. Il exerce des fonctions de contrôle politique et consultatives conformément aux conditions prévues par les traités. Il élit le président de la Commission.
2. Le Parlement européen est composé de représentants des citoyens de l'Union. Leur nombre ne dépasse pas sept cent cinquante, plus le président. La représentation des citoyens est assurée de façon dégressivement proportionnelle, avec un seuil minimum de six membres par État membre. Aucun État membre ne se voit attribuer plus de quatre-vingt seize sièges.
Le Conseil européen adopte à l'unanimité, sur initiative du Parlement européen et avec son approbation, une décision fixant la composition du Parlement européen, dans le respect des principes visés au premier alinéa.
3. Les membres du Parlement européen sont élus au suffrage universel direct, libre et secret, pour un mandat de cinq ans.
4. Le Parlement européen élit parmi ses membres son président et son bureau. »